# Majetín
Majetín (deutsch Majetein, älter auch Magedein) ist eine Gemeinde in Tschechien. Sie liegt zehn Kilometer nordwestlich von Přerov und gehört zum Okres Olomouc.

## Geographie
Majetín befindet sich am westlichen Fuße des Tirschitzer Hügellandes (Tršická pahorkatina) in der Obermährischen Senke (Hornomoravský úval).  Das Dorf erstreckt sich zwischen den Bächen Majetínský potok und Olešnice. Nördlich erhebt sich der Chrást, im Nordosten die Hůry (280 m) und südlich der Stráž (215 m). Gegen Nordwesten erstreckt sich das Auwaldgebiet Království (Königswald). Westlich des Dorfes verläuft die Eisenbahnstrecke Olomouc – Přerov, die nächste Bahnstation ist Brodek u Přerova.
Nachbarorte sind Grygov, Horka und Krčmaň im Norden, Suchonice im Nordosten, Čelechovice, Kokory, Mladý Kaláb und Hráza im Osten, Luková im Südosten, Brodek u Přerova im Süden, Věrovany, Rakodavy, Nenakonice und Dub nad Moravou im Südwesten, Tučapy, Bolelouc, Čertoryje und Drahlov im Westen sowie Charváty, Blatec, U Kocandy, Tážaly und Kožušany im Nordwesten.

## Geschichte
Die erste urkundliche Erwähnung erfolgte im Jahre 1277, als Hermann de Moiethin im Streit zwischen den Klöstern Hradisko und Velehrad über die Grenze zwischen Bystrovany und Chválkovice als einer der Schlichter wirkte. Moiethin bestand zu dieser Zeit aus einer Wasserburganlage mit Vorburg. 1306 schenkte König Wenzel III. Unka de Moyetyn das Buschland um den königlichen Wald Chlum. Weil Wenzel der Stadt Olmütz ebenfalls ein Stück dieses Busches zur Gründung des Dorfes Aw sowie den Königswald überlassen hatte, entwickelte sich ein langwieriger Streit zwischen den Herren von Moyetyn und dem Olmützer Rat. Im Jahre 1318 wurde der Ort als Mogetin bezeichnet. Nach Unkas Tode erbten sein Sohn Viknan und dessen Frau Eliška den Besitz. Nachfolgender Besitzer wurde deren Sohn Unka II., der als Rat am Obersten Landesgericht wirkte und von den mährischen Markgrafen bei wichtigen Angelegenheiten zum Gesandten berufen wurde. Unka II. konnte in dieser Zeit seinen Besitz u. a. um die Güter Svésedlice, Penčice, Buk, Olšany, Čertoryje, Čelčice und Ivaň erweitern. Im Jahre 1351 unternahm Unkas Diener Miška einen Raubzug in das Dorf Holice. 1352 entschied Markgraf Johann Heinrich den Streit um den Königswald und Grygov. Nachdem Unka II. durch die Olmützer Bürgerschaft mit 50 Pfund Prager Groschen entschädigt worden war, händigte er dem Rat die einbehaltene Schenkungsurkunde von 1306 aus. Im Jahre 1354 verkaufte Unka II. die Burg Mayeczin mit dem Hof, einer Mühle an der March sowie den Dörfern Mayeczin und Lhotka an den Olmützer Oberstkämmerer Jan/Ješek von Krawarn und dessen Bruder Drslav. Zwei Huben von Mayeczin behielt Unka. Latzek von Krawarn verkaufte Mageczin mit Lhotka und dem wüsten Dorf Mastník 1374 für 450 Schock Groschen an den Brünner Burggrafen Valentin von Přestavlk. Zwei Jahre später veräußerte Unka von Majetín die verbliebenen zwei Huben an Ješek von Kunstadt, der 1406 starb. Im Jahre 1408 erwarb Bohunek von Majetín die Herrschaft Majetín mit Lhotka sowie Anteilen an Bolelouc und Dubany. Bohunek ließ die Wasserburg verstärken und führte zusammen mit seinem Bruder Valentín, der später auch Mitbesitzer der Herrschaft wurde, zahlreiche Fehden mit seinen Nachbarn und raubte deren Vieh. Während der Hussitenkriege kämpften die Brüder auf Seiten der Aufständischen und nachdem Majetín zu einem der Hauptbollwerke der Hussiten im Olmützer Land geworden war, befahl Kaiser Sigismund die Schleifung der Burg. Mit dem Aussterben der Herren von Majetín fiel die Herrschaft Magetin 1440 an den Landesherren heim. König Ladislaus Postumus überließ die Herrschaft 1448 an Hans und Machna von Vasatice und Dubany. Deren Sohn verkaufte Majetín mit dem wüsten Dorf Lhotka 1481 an Mikeš von Kokory. Nachfolgende Besitzer waren Bohuslav von Kokory und ab 1495 Zdeněk von Kokory. Dieser ließ mehrere Fischteiche anlegen. Zdeněks Söhne Jan und Jindřich verkauften die Herrschaft 1516 an Jan Kubík von Opatov, der sie fünf Jahre später an Johann von Pernstein veräußerte. Dieser schloss Magetin an die Herrschaft Tovačov an. Nach den Herren von Pernstein lösten sich ab 1597 Stephan Illesházy, ab 1600 die Grafen Salm – Neuburg, ab 1715 die Herren von Peterswald und ab 1763 schließlich die Freiherren von Kuenburg als Besitzer ab. Weitere Namensformen waren Mayetin (1691), Magedein (1720), Mogetein (1751), Majetinium, Mogitein (1771), Magetein, Majetín (ab 1846) und Majetein (ab 1847).  Die Matriken wurden von 1700 bis 1871 in Kokory geführt. 1841 wurde die Eisenbahnstrecke von Olmütz nach Prerau fertiggestellt eine Bahnstation entstand bei Majetín jedoch nicht. Bis zur Mitte des 19. Jahrhunderts blieb das Dorf immer der Herrschaft Tovačov untertänig, die in Majetín einen Hof unterhielt.
Nach der Aufhebung der Patrimonialherrschaften bildete Majetín /Majetein ab 1850 eine Gemeinde in der Bezirkshauptmannschaft Olmütz. Ab 1921 gehörte die Gemeinde zum Okres Olomouc-venkov. Im Zuge der Bodenreform wurde in den 1920er Jahren der Hof parzelliert. 1950 kam die Gemeinde zum Okres Olomouc-okolí und seit dessen Aufhebung im Jahre 1961 gehört sie zum Okres Olomouc. Beim Wettbewerb „Dorf des Jahres“ im Olomoucký kraj wurde Majetin im Jahr 2000 mit dem Weißen Band für die Kinder- und Jugendfürsorge, 2002 mit dem Grünen Band für die Fürsorge um die Grünflächen und Umwelt, 2004 mit dem Blauen Band und 2005 als Sieger mit dem Goldenen Band ausgezeichnet.

## Gemeindegliederung
Für die Gemeinde Majetín sind keine Ortsteile ausgewiesen.

## Sehenswürdigkeiten
- Kirche der hll. Kyrill und Method, erbaut 1863 und 1872 zur Pfarrkirche erhoben
- Wallfahrtskapelle der Jungfrau Maria von Lourdes an einer heilkräftigen Quelle nordöstlich des Dorfes am Majetínský potok im Wäldchen Olší, errichtet 1885 anlässlich des 1000. Todestages des Apostels Method. Die jährliche Wallfahrt findet am 15. August statt. Sie erreichte im Jahre 1939 mit 5000 Teilnehmern ihren Höhepunkt. Dabei stimmten die Teilnehmer nach Abschluss der Predigt als Protest gegen die deutsche Besetzung anstelle des Liedes „Svatý Václave, vévodo české země“ die Hymne „Kde domov můj“ an.
- Statue des hl. Johannes von Nepomuk
- Pieta-Säule aus dem Jahre 1896
- Statue des hl. Josef aus dem Jahre 1896
- Statue des hl. Florian aus dem Jahre 1901
- Gusseisernes Kreuz von 1743
- Mehrere Steinkreuze
- Bildstock aus dem Jahre 1880
- Denkmal für die Opfer beider Weltkriege, geschaffen vom Bildhauer J. Pelikán
- Steinerner Springbrunnen, geschaffen 2001
- Auwaldgebiet Království, seit 1995 als Naturreservat geschützt